# Lijst van voetbalinterlands Canada - Tsjechië (vrouwen)
Deze lijst van voetbalinterlands is een overzicht van alle officiële voetbalinterlands tussen de nationale vrouwenteams van Canada en Tsjechië. De landen hebben tot nu toe één keer tegen elkaar gespeeld.

## Wedstrijden
| № | Plaats    | Datum        | Competitie        | Wedstrijd         | Uitslag |
| - | --------- | ------------ | ----------------- | ----------------- | ------- |
| 1 | Cartagena | 11 juni 2021 | Vriendschappelijk | Canada − Tsjechië | 0 − 0   |

## Samenvatting
| Competitie        | Totaal gespeeld | Winst Canada | Gelijk | Winst Tsjechië | Doelsaldo Canada – Tsjechië |
| ----------------- | --------------- | ------------ | ------ | -------------- | --------------------------- |
| Vriendschappelijk | 1               | 0            | 1      | 0              | 0 − 0                       |
| Totaal            | 1               | 0            | 1      | 0              | 0 − 0                       |